# Los Hernández, Guanajuato
Los Hernández är en ort i Mexiko.   Den ligger i kommunen Salamanca och delstaten Guanajuato, i den centrala delen av landet, 250 km nordväst om huvudstaden Mexico City. Los Hernández ligger 1 848 meter över havet och antalet invånare är 626.
Terrängen runt Los Hernández är huvudsakligen kuperad, men åt sydväst är den platt. Runt Los Hernández är det ganska tätbefolkat, med 230 invånare per kvadratkilometer. Närmaste större samhälle är Salamanca, 14,4 km söder om Los Hernández. Omgivningarna runt Los Hernández är en mosaik av jordbruksmark och naturlig växtlighet.